# Wspólnota administracyjna Sulz am Neckar
Wspólnota administracyjna Sulz am Neckar – wspólnota administracyjna (niem. Vereinbarte Verwaltungsgemeinschaft) w Niemczech, w kraju związkowym Badenia-Wirtembergia, w rejencji Fryburg, w regionie Schwarzwald-Baar-Heuberg, w powiecie Rottweil. Siedziba wspólnoty znajduje się w mieście Sulz am Neckar, przewodniczącym jej Gerd Hieber.
Wspólnota administracyjna zrzesza jedno miasto i jedną gminę:
- Sulz am Neckar, miasto, 12 159 mieszkańców, 87,60 km²
- Vöhringen, 4 104 mieszkańców, 24,72 km²